# Geissois montana
Geissois montana là một loài thực vật có hoa trong họ Cunoniaceae. Loài này được Vieill. ex Brongn. & Gris mô tả khoa học đầu tiên năm 1862.